# Kestrel (veleiro)
O Kestrel foi um veleiro britânico construído em 1871 com motores a vapor movidos a carvão e três mastros. Ela passou sua carreira transportando mercadorias através do Atlântico. Em 11 de fevereiro de 1895 ela estava ancorada em Santos, perto de São Paulo, Brasil, quando foi pega por uma tempestade tropical. A corrente da âncora quebrou e ela encalhou na praia do Boqueirão. Todos, exceto três tripulantes, estavam em terra quando o navio encalhou, incluindo o capitão Cochrane. Os restos do navio foram redescobertos em 2017, depois de serem descobertos por uma tempestade.

## Construção e serviço
Construído em dezembro de 1871 no estaleiro Horton,  com o número oficial 66481. Ela passou sua carreira transportando mercadorias através do Atlântico. Com mais de 24 anos de serviço, ela foi capitaneada por sete pessoas, os capitães DL Faulkner, GW Olsen, Lockhardt, McLeod, Norton, Priest e Cochrane.
Em 1895 ela estava transportando mercadorias entre Nova York e o Brasil, depois de completar uma viagem da Europa aos Estados Unidos.